# ホンダ・インテグラ (オートバイ)
インテグラ（INTEGRA）は本田技研工業が製造販売するオートバイである。

## 概要
同車が大排気量のオートバイについて世界的規模で市場調査を行ったところ以下の結果を見た。
- 多くは140km/h以下で走行
- エンジン回転は6,000rpm以下を常用

そこで「市街地走行やツーリングなどの常用域で扱いやすい」・「快適で味わい深く燃費性能に優れたミドルクラス」・「求めやすい価格で提供」といった思想に重点をおいた『New Mid Concept』（ニューミッドコンセプト）を打ちたて開発された大型自動二輪車である。

## 車両解説
※本項は2012年モデル（排気量669cc）について解説を行う。
NC700S・NC700Xの姉妹車種である。このためコードネームがNC700Dとされたほか、エンジン・ダイヤモンド型フレーム・サスペンションなどの機能部品はNC700Sと共用する。ただし、インテグラはモーターサイクルとスクーターの融合をテーマにしたために車体の前側はスクータータイプの外装カウルを採用した点が大きな特徴である。
NC2車種では通常の6速マニュアルトランスミッションも選択可能であるが、インテグラでは自動変速と手動変速を選択できるセミオートマチックトランスミッションのDCTのみとなるほか、ブレーキはコンバインドABSが標準装備される。
このためにNC2車種とは以下の相違点がある。
- NC2車種で採用された通常の燃料タンク位置をラゲッジスペースとすることができないためにシート下ラゲッジスペースとなる上に容量も21Lから大量に減少する。
- フロントにスクータールックの大型カウル類ならびにDCT・ABSを搭載するため車重がシリーズ最軽量のNC700S（MT・ABS無）の211kgに比較すると1割以上重い238kgとなる。
- 燃費も60km/h定地走行テスト値でNC700Sの41.5km/L、NC700Xの41.0km/Lに対して38.0km/Lとなる。

なおエンジンについてはホンダ・NC#エンジンを参照のこと。

## モデル一覧

### 669ccモデル（NC700D）
2011年10月に欧州で日本国内では同年12月の東京モーターショーに市販予定車として展示。2012年4月17日正式発表、同月24日発売。型式名EBL-RC62。いわゆる2012年モデルである。
2013年3月12日には同月15日から5月7日までの受注期間限定でカラーを変更したスペシャルエディションの販売が発表された。

### 745ccモデル（NC750D）
2014年1月14日発表、同年2月7日発売。車両型式EBL-RC71。いわゆる2014年モデルへのチェンジで以下の変更を実施。
- 排気量745ccへ拡大したRC70E型エンジンへ搭載変更。
- 最高出力37kW（50PS）/6,250rpm→40kW（54PS）/6,250rpm、最大トルク61Nm（6.2kgf・m）/4,750rpm→68Nm（6.9kgf・m）/4,750rpmへ向上。
- 60km/h定地走行テスト値が39.0km/Lに向上。
- バランサーが1軸から2軸となり振動を低減。
- マフラーの構造変更。
- カラーリングバリエーションの変更。
- 瞬間ならびに平均値を表示する燃費計を搭載。
- ブレーキレバーをアジャストタイプに変更。
- シート表皮を変更。
- スイングアームをアルミ製に変更。
- フロントカウルを形状変更。

また車体とホイールのカラーを変更したインテグラ Sが追加されたほか、同年4月14日発表、同月21日発売でETC・グリップヒーターを標準装備するE Packageが追加設定された。
2015年11月9日には、NCシリーズの2016年モデルへの変更同様に本モデルも海外向け輸出仕様は灯火類LED化・マフラーならびにDCTプログラミングの変更などを実施することが発表されたが、日本国内仕様はEBL-RC71型が継続して販売されていたがメーカーより生産終了が公表された。